# Piràmides de Núbia

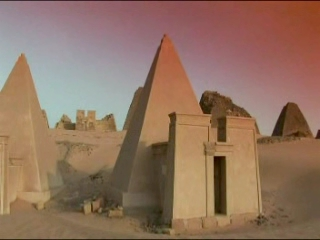
Piràmides nubianes a Mèroe.

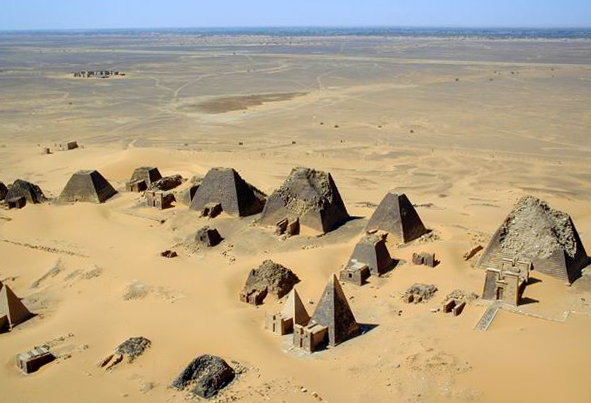
Vista aèria de les piràmides nubianes, Mèroe

Les piràmides de Núbia són les piràmides que van ser construïdes pels governants dels regnes cuixita (centrats a Napata i Mèroe) i egipci. Abans de la construcció d'aquestes piràmides cuixites (que es troben en l'actual Sudan), no hi va haver construcció de piràmides a Egipte i la vall del Nil durant més de 500 anys.
L'àrea de la vall del Nil, coneguda com a Núbia, que es troba en l'actual Sudan, va ser la llar de tres regnes cuixites durant l'antiguitat. El primer tenia la seva capital a Kerma (2600-1520 aC). El segon se centrà en Napata (1000-300 aC). Finalment, l'últim regne se centra al voltant de Mèroe (300 aC-300 dC).
Kerma fou el primer estat centralitzat de Núbia, amb les seves pròpies formes indígenes d'arquitectura i costums funeraris. Els últims dos regnes, Napata i Mèroe, estigueren molt influenciats per l'antic Egipte, culturalment, econòmicament, políticament i militar. Els regnes cuixites, al seu torn, va competir fortament amb Egipte. De fet, durant el període tardà de la història de l'antic Egipte, els governants de Napata van conquistar Egipte i l'unificaren. Els napateus van governar com a faraons de la dinastia XXV d'Egipte. La dominació napatea d'Egipte va acabar amb la conquesta assíria el 656 aC.

## Les piràmides
Finalment, es van construir aproximadament 255 piràmides en tres llocs a Núbia, durant un període d'uns pocs centenars d'anys, per servir com a tombes per als reis i reines de Napata i Mèroe. La primera en va ser construïda al lloc del-Kurru, incloent-hi les tombes del rei Kashta i el seu fill Piye (Piankhi), juntament amb els successors de Piye Shabaka, Shabataka i Tanwetamani. Es van construir catorze piràmides de les seves reines, diverses de les quals eren famoses reines guerreres. Això pot ser comparat a les aproximadament 120 piràmides molt més grans que es van construir a l'antic Egipte durant un període de 3.000 anys.
Posteriorment, es van localitzar piràmides napatees a Nuri, a la riba oest del Nil, a Núbia Superior. Aquesta necròpolis va ser el lloc d'enterrament de 21 reis i 52 reines i prínceps com Anlami i Aspelta. Els cossos d'aquests reis van ser col·locats en enormes sarcòfags de granit. El d'Aspelta pesava 15,5 tones, i la seva tapa en pesava quatre. La piràmide més gran i antiga a Nuri és la del rei napateu, i faraó de la XXV dinastia, Taharqa.

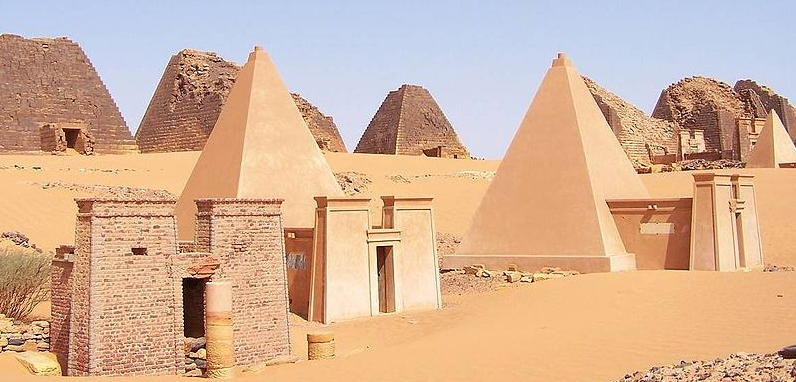
Àmplia vista de les piràmides de Núbia, Mèroe. Dues d'aquestes piràmides són reconstruïdes.

La més extensa de les piràmides nubianes està a Mèroe, que es troba entre la cinquena i la sisena cataracta del Nil, un centenar de quilòmetres al nord de Khartum. Durant el període meroític, més de quaranta reines i reis van ser enterrats allà.
Les proporcions físiques de les piràmides nubianes difereixen notablement de les construccions d'Egipte: foren construïdes en rengleres esglaonades de blocs de pedra en posició horitzontal, amb un marge d'alçada que oscil·la entre sis a trenta metres; però s'aixequen des d'uns fonaments molts petits, que rares vegades superen els vuit metres d'ample, cosa que resulta en altes estructures, estretes i inclinades aproximadament setanta graus. La majoria també tenen unes estructures de temple d'ofrenes adjacents a la seva base amb característiques cuixites úniques. En comparació, les piràmides egípcies d'altura semblant generalment tenien fonaments que van ser almenys cinc vegades més grans i s'inclinaven en angles d'entre quaranta i cinquanta graus.
Totes les tombes piramidals de Núbia van ser saquejades en l'antiguitat, però els relleus de la paret que s'han conservat a les capelles de les tombes revelen que els seus ocupants reials eren momificats, coberts de joies i enterrats en sarcòfags de fusta. Quan van ser explorades pels arqueòlegs, als segles XIX i XX, es van trobar algunes piràmides que contenien les restes d'arcs, buiracs de fletxes, anells de guerra d'arquers, arnesos de cavall, caixes de fusta, mobles, ceràmica, vidre de color, gots de metall, i molts altres objectes que testifiquen un intens comerç meroític amb Egipte i el món hel·lenístic.
Una piràmide excavada a Mèroe incloïa centenars d'objectes pesats, com grans blocs adornats amb art rupestre i 390 pedres que formaven la piràmide. Es va descobrir també una vaca enterrada sencera, amb ungüent per als ulls, en l'àrea que ha de ser inundada per la presa de Mèroe, així com roques musicals que eren colpejades per crear un so melòdic.

## Cementiris
- El cementiri reial d'Al-Kurru. Aquí van ser enterrats Kashta, Piye, Tantamani, Shabaka. Diverses reines també estan enterrades a les piràmides d'Al-Kurru.
- Les piràmides de Mèroe. Daten del període meroític, del 720-300 aC (cementiri del sud) i ca. 300 aC fins al 350 dC (cementiri del nord).
- El cementiri reial de Nuri. El rei Taharqa i altres membres de la reialesa del Regne de Napata estan enterrats a Nuri.
- Piràmides de Gebel Barkal.